# Arquitetura antebellum

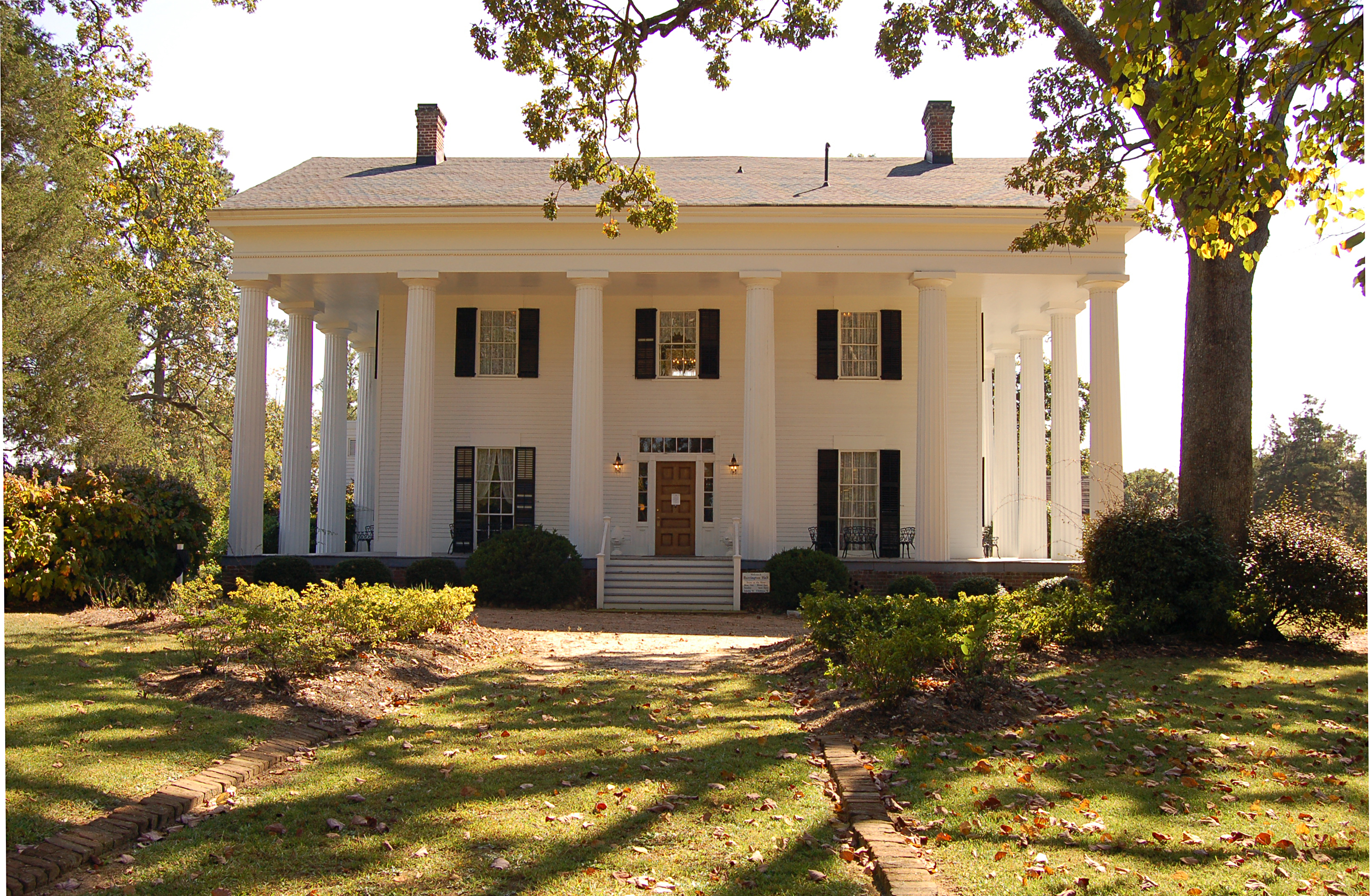
Barrington Hall é um exemplo clássico de uma casa antebellum.

Arquitetura antebellum (que significa "pré-guerra", do latim ante, "antes", e bellum, "guerra") é o estilo arquitetónico neoclássico característico do Sul dos Estados Unidos no século XIX, especialmente o Deep South, após o nascimento dos Estados Unidos com a Revolução Americana, ao início da Guerra Civil Americana. A arquitetura antebellum é especialmente caracterizada por casas e mansões em estilo georgiano, neoclássico e neogrego. Essas casas de plantação foram construídas nos estados sulistas durante aproximadamente trinta anos antes da Guerra Civil Americana; aproximadamente entre as décadas de 1830 a 1860.

## Características principais
As principais características exteriores da arquitetura antebellum incluíam enormes pilares, uma varanda que percorria toda a borda externa da casa criando um alpendre que oferecia sombra e uma área de estar, grandes janelas espaçadas uniformemente e grandes entradas centralizadas na frente e na parte de trás da casa. Um telhado de quatro águas ou duas águas são características da arquitetura antebellum e muitas vezes apresentam uma cúpula. (Uma cúpula é uma estrutura em forma de domo no topo de um edifício que fornece ventilação e serve como decoração.) Essas mansões também eram frequentemente cercadas por grandes jardins com arbustos cortados geometricamente que complementavam a simetria das casas. As estruturas arquitetônicas antebellum geralmente possuem vários andares ou níveis.
O interior dessas mansões era tão extravagante quanto o exterior. As características comuns incluíam enormes halls de entrada, amplas escadas abertas, salões de baile, grandes salas de jantar e trabalho de design detalhado. O trabalho de design incluía formas e padrões intrincados feitos de gesso usado para adornar paredes e móveis. Também foi usado para criar designs de madeira e piso. Os designs também incluem frisos, tremós grandes e cornijas de mármore.
Os componentes do neogrego aparentes na arquitetura antebellum incluem portas, muitas vezes recuadas e ladeadas por colunas com pilastras e entablamentos.
Da mesma forma, a arquitetura georgiana é ilustrada com entradas altamente decoradas com colunatas, incluindo uma luneta sobre a porta.

## Exemplos

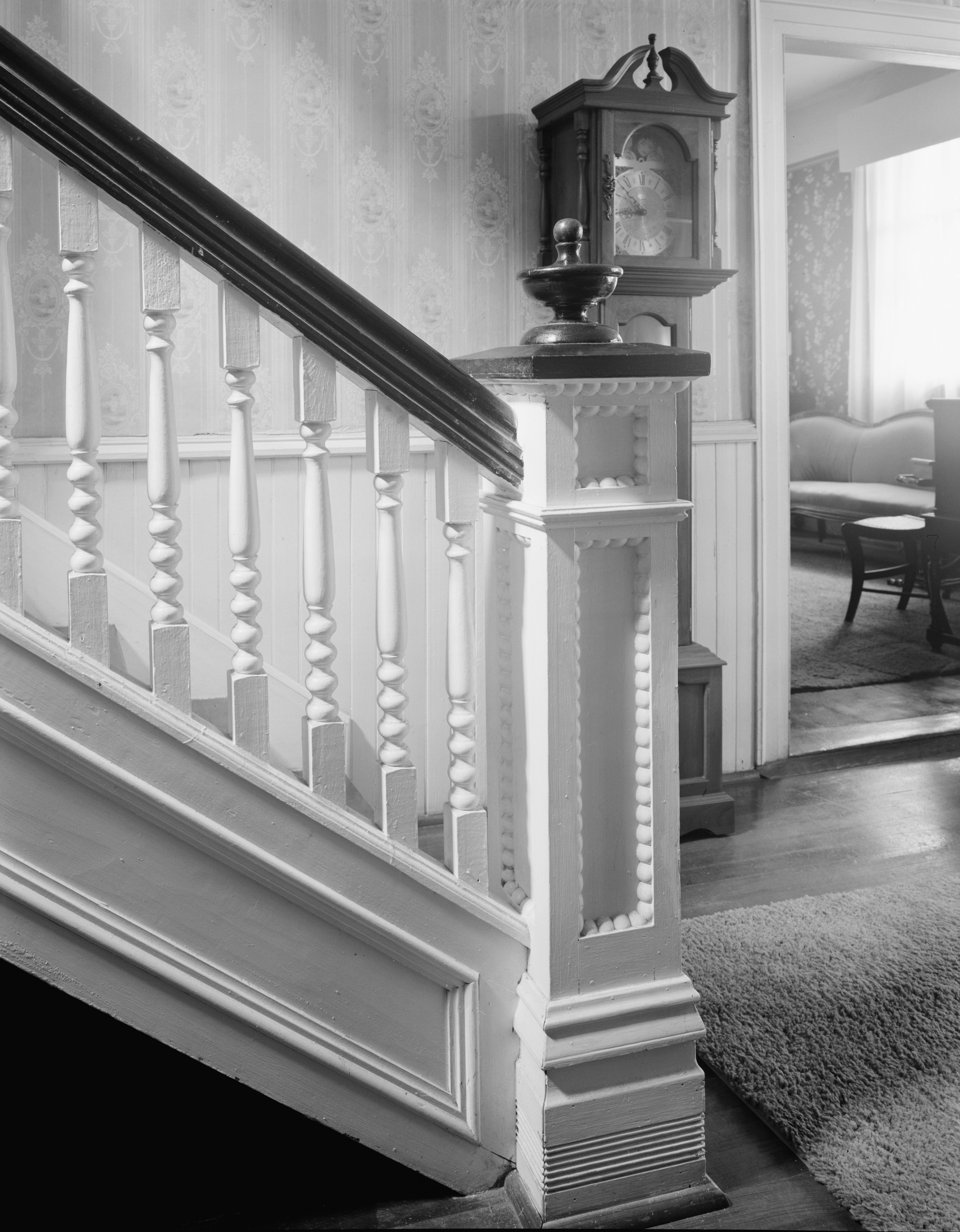
A casa de Herndon Glanton Reeves, construída em 1845 no Condado de Troup, na Geórgia, foi o lar de vários cidadãos proeminentes e usada como hospital para soldados confederados e da União durante a Guerra Civil. O detalhe no pilar de suporte da escada e na parede são características comuns da arquitetura antebellum.

Muitas casas de plantação ainda de pé são deste estilo, incluindo:
- Aduston Hall em Gainesville (Alabama)
- Arlington House no Condado de Arlington, Virgínia
- Barrington Hall em Roswell (Geórgia)
- Belle Grove Plantation na Paróquia de Iberville, Luisiana
- Belle Meade Plantation em Belle Meade, Tennessee
- Bermuda Hill em Prairieville (Alabama)
- Berry Hill Plantation em South Boston, Virgínia
- Boone Hall, perto de Charleston (Carolina do Sul); construída em 1936, mas no estilo antebellum.
- Bulloch Hall em Roswell (Geórgia)
- Carnton Plantation em Franklin (Tennessee)
- Evergreen Plantation em Wallace (Luisiana)
- Gamble Plantation Historic State Park em Ellenton (Flórida)
- Glen Mary Plantation em Sparta (Geórgia)
- Goodman-LeGrand House em Tyler (Texas)
- Hunter-Dawson Home em New Madrid, Missouri
- Lansdowne em Natchez (Mississippi)
- Longwood em Natchez (Mississippi)
- Millford Plantation em Pinewood (Carolina do Sul)
- Monmouth Plantation, em Natchez (Mississippi)
- Myrtles Plantation, em St. Francisville (Luisiana)
- Nottoway Plantation em White Castle (Luisiana)
- Oak Alley Plantation em Vacherie (Luisiana)
- Orton Plantation no Condado de Brunswick (Carolina do Norte)
- Rippavilla Plantation em Spring Hill (Tennessee)
- Rosedown Plantation em St. Francisville (Luisiana)
- The Grove Plantation em Tallahassee, Flórida
- The Hermitage, perto de Nashville, Tennessee
- Ward Hall em Georgetown (Kentucky)
- Waverley em West Point (Mississippi)

## História
As caracterísicas associadas à arquitetura antebellum foram introduzidas por pessoas de ascendência europeia que se estabeleceram nos estados do sul durante o período colonial e nos territórios norte-americanos após a Compra da Luisiana em 1803, juntamente com uma onda de imigração da Europa em 1812. Um grande número de europeus em busca de oportunidades econômicas emigrou para a América após a derrota de Napoleão Bonaparte e o fim da guerra de 1812. Essa nova onda de empreendedores começou a dominar não apenas a economia, mas também a arquitetura da primeira metade do século XIX.
Um excelente exemplo da influência dos imigrantes na arquitetura antebellum é Stanton Hall. A mansão foi construída por Frederick Stanton, um imigrante da Irlanda que fez fortuna negociando algodão. O design foi baseado no estilo revivalista. A construção também mostra a economia nacional e global cada vez mais conectada na qual surgiu a arquitetura antebellum. A casa usava peças de cornija de Nova Iorque, lustres a gás da Filadélfia e espelhos da França. Semelhante a muitas casas antebellum, Stanton Hall foi construída usando uma fortuna que Stanton fez com o comércio do algodão. Durante a Guerra Civil, como muitas outras casas de plantação, a mansão foi ocupada por soldados da União.
A casa do presidente Andrew Jackson, The Hermitage, é outro bom exemplo da arquitetura antebellum e das condições sociais em que surgiu. Foi construída no Estilo Federal que, embora perdesse a preferência no leste mais moderno, ainda era popular em estados escravistas ocidentais como o Tennessee. Mais tarde, as reformas tornaram a casa mais de acordo com os estilos contemporâneos, acrescentando colunas dóricas e tornando-a mais clássica e revivalista na aparência. Como outras casas de seu tempo, o Hermitage foi construído em um desenho simétrico com quantidades iguais de corredores e salas. Não apenas refletindo as diferenças culturais entre o oeste e o leste nessa época, o Hermitage também fazia parte da economia do sul. O Hermitage era uma plantação ativa que cultivava a cultura comercial dominante do período, o algodão.
A Antiga Mansão do Governador da Geórgia é um dos melhores exemplos da arquitetura renascentista grega desse período. A mansão, localizada em Milledgeville, foi projetada por Charles Cluskey, um imigrante irlandês que emigrou para a cidade de Nova Iorque em 1827, onde aprendeu arquitetura na firma Town and Davis, e foi construída por Timothy Porter em 1839. Como outras casas antebellum, essa mansão possui colunas jônicas, uma varanda coberta e janelas simetricamente colocadas. Por mais de trinta anos, essa mansão abrigou muitos executivos georgianos, como George Crawford, Howell Cobb e Joseph E. Brown. Foi usada como palco para seus dircursos e um local para apresentar convidados importantes. Esta mansão também desempenhou um papel na Guerra Civil; o General William T. Sherman instalou-se no edifício em 1864, e foi reivindicada como prêmio na "Marcha ao Mar". Após a guerra, a mansão foi abandonada quando o governo da Geórgia foi transferido para Atlanta.
Após a Guerra Civil, a manutenção dessas casas foi tensa. Stanton Hall, por exemplo, foi propriedade dos descendentes de Stanton por várias décadas após a Guerra Civil, mas eventualmente o fardo financeiro foi demais e tornou-se o Stanton College for Young Ladies.
Atualmente, a maioria das casas antebellum servem como museus. Esses museus, especialmente os museus localizados em antigas plantações, muitas vezes tentam mostrar os dois lados do estilo arquitetônico. Enquanto celebram a beleza das construções, eles também contam a história dos escravos que trabalhavam na terra. Boone Hall é um bom exemplo de museus antebellum modernos. O museu usa nove das cabanas de escravos originais construídas entre 1790 e 1810 como parte de sua exposição "História Negra na América". Na mostra, cada cabana apresenta diferentes aspectos da vida escrava na fazenda. Embora a história do estilo permaneça controversa, exibições como essas são importantes para expor ao público a história da escravidão nos Estados Unidos.

## Na sociedade moderna
Estima-se que 20% das mansões antebellum permaneçam intactas no sul atualmente, devido a muitas terem sido queimadas durante a Guerra Civil, desastres naturais e sua negligência. Muitas casas antebellum são agora museus; a Antiga Mansão do Governador da Geórgia é um exemplo disso. A mansão pertence ao Georgia College, e é sua estrutura mais valiosa. Em 2001, a estrutura começou a ser restaurada e agora funciona como um museu que exibe artefatos e jardins que mostram sua história. As excursões estão disponíveis atualmente com foco na história do edifício, jardins e artefatos. A mansão foi declarada Marco Histórico Nacional em 1973.
Em 2005, o furacão Katrina atingiu a Louisiana e o Mississippi. Seus efeitos danificaram ou destruíram muitas casas antebellum em todo o sul. Essa destruição levantou mais uma vez a questão de saber se essas construções, como símbolos de uma sociedade rica sustentada pela escravidão, deveriam ou não ser preservados. Por exemplo, Grass Lawn, uma mansão antebellum em Gulfport, foi totalmente destruída pelo furacão. Quando a comunidade começou a levantar fundos para reconstruir a mansão, ela enfrentou resistência de partes da comunidade que se opunham ao simbolismo da casa. Embora tenha passado pelo conselho municipal, o projeto de lei que financiava a reconstrução foi inicialmente rejeitado.
Muitos dos principais exemplos de arquitetura antebellum não receberam o mesmo apoio que Grass Lawn. Após o Katrina, as limpezas das cidades muitas vezes não seguiram as diretrizes da Lei Nacional de Preservação Histórica. Centenas de propriedades foram destruídas com pouca esperança de serem reconstruídas. Existem movimentos, no entanto, para preservar essas propriedades históricas. A Agência Federal de Gestão de Emergências (FEMA), por exemplo, ajuda a preservar propriedades arquitetônicas importantes, especialmente aquelas afetadas pelo Katrina.